# Голіокс (серіал)
Голіокс(англ. Hollyoaks) — британська мильна опера. Перший епізод вийшов в ефір 23 жовтня 1995 року на каналі Channel 4. У 2008 році в серіалі знявся Basshunter де заспівав свій новий сингл Now You're Gone.

## Синопсис
Серіал розповідає про проблеми простих мешканців передмістя Ліверпуля та порушує такі важливі питання, як: життя підлітків, аборти, наркотики, алкоголізм, епілепсія, гомосексуальність та анорексія. Серіал був номінований і виграв численні нагороди британського телебачення.